# Marshall Masters
Marshall Masters, nacido en Los Ángeles, es un autor estadounidense quien escibe sobre ufología, teorías de conspiración, ciencia y pseudociencia.

## Teorías
En uno de sus libros, apoya la teoría de la existencia del planeta Nibiru en nuestro sistema solar. Masters considera quel South Pole Telescope de Estados Unidos en el Polo Sur fue construido para observar a aquel hipotético planeta.

## Obras
- The Kolbrin Bible,Your Own World Books, 2006, ISBN 978-1-59772-005-2
- Egyptian Texts of the Bronzebook: The First Six Books of The Kolbrin Bible, Your Own World Books, 2006, ISBN 978-1-59772-025-0
- Celtic Texts of the Coelbook: The Last Five Books of The Kolbrin Bible, Your Own World Books, 2006, ISBN 978-1-59772-030-4
- Indigo-E. T. Connection: The Future of Indigo Children Beyond 2012 and Planet X, Your Own World Books, 2004, ISBN 978-0-9755177-2-7
- Godschild Covenant: Return of Nibiru (Planet X - 2012), Your Own World Books, 2003, ISBN 978-0-9725895-0-5

Coautor
- Con Jacco van der Worp, Planet X Forecast and 2012 Survival Guide, Your Own World Books, 2007, ISBN 978-1-59772-075-5

Contribuciones
- Laurie, Burns Hennicker, When They Invite You to Dinner - Eat First, 2004, Your Own World Books, ISBN 978-0-9755177-8-9
- Write Your Ebook or Other Short Book - Fast!, Your Own World Books, 2005, ISBN 978-1-59772-020-5